# La Blessure (film, 2004)
Pour les articles homonymes, voir La Blessure.
Pour plus de détails, voir Fiche technique et Distribution.
La Blessure est un film français réalisé par Nicolas Klotz sorti en 2004.

## Synopsis
À l'aéroport Roissy-Charles-de-Gaulle, Blandine est blessée. Elle demande asile. Bien qu'elle soit sur le sol français, sa présence est plus qu'indésirable et est niée[C'est-à-dire ?] par la police.

## Fiche technique
- Titre original : La Blessure
- Réalisation : Nicolas Klotz
- Scénario : Elisabeth Perceval
- Production : Nicolas Klotz, Elisabeth Perceval, Joseph Rouschop, Charlotte Vincent
- Musique : Joy Division
- Photographie : Hélène Louvart
- Montage : Rose-Marie Lausson
- Décors : Françoise Arnaud
- Costumes : Françoise Arnaud
- Pays :  France /  Belgique
- Genre : drame
- Durée : 162 minutes
- Format : couleur
- Dates de sortie : 
  -  France : 18 mai 2004 (Festival du film de Cannes)
  -  France : 23 août 2004 (Festival du film de Gindou)
  -  France : 3 octobre 2004 (Festival du film Cinessonne)
  -  France : 6 avril 2005, sortie nationale

## Distribution
- Noëlla Mossaba : Blandine
- Adama Doumbia : Papi
- Matty Djambo : Bibiche
- Ousman Diallo : Moktar
- Mamoudou Koundio : Steve
- Gaston Ndiki-Nawete : Désiré
- Mathieu Matula-Matayi : Donatien
- Aminatou Yaro : Kary
- Linda George : Fanny
- Ibrahim Seaga Show : John
- Amadou Diallo : Amadou
- Lanceny Touré : Anderson
- N'Gimpi Mintela : Anita
- Nélia Tsosene : Sylvie
- Mike Numbassi : Wonda
- Gilles Treton